# Cantón de Royan-Este
El cantón de Royan-Este era una división administrativa francesa, que estaba situada en el departamento de Charente Marítimo y la región de Poitou-Charentes.

## Composición
El cantón estaba formado por una comunas, más una fracción de la comuna que le daba su nombre:
- Royan (fracción)
- Saint-Georges-de-Didonne

## Supresión del cantón de Royan-Este
En aplicación del Decreto nº 2014-269 de 27 de febrero de 2014, el cantón de Royan-Este fue suprimido el 22 de marzo de 2015 y sus dos comunas pasaron a formar parte del nuevo cantón de Royan.